# Wiener Punch-Lieder
Wiener Punch-Lieder ist ein Walzer von Johann Strauss (Sohn) (op. 131). Das Werk wurde am 7. Februar 1853 im Tanzlokal Zum Sperl erstmals aufgeführt.